# Office Girls
Office Girls är en kulle i Antarktis. Den ligger i Östantarktis. Nya Zeeland gör anspråk på området. Toppen på Office Girls är 2 403 meter över havet.
Terrängen runt Office Girls är platt åt sydost, men åt nordväst är den kuperad. Trakten är obefolkad. Det finns inga samhällen i närheten.